# Зюзин, Дмитрий Юрьевич
Дмитрий Юрьевич Зюзин (род. 21 октября 1987, Уфа, РСФСР, Башкирская АССР, СССР или Уфа) — российский хоккеист, нападающий. Мастер спорта России международного класса (2022).

## Биография
Как и старший брат Андрей, воспитанник «Салавата Юлаева». В сезоне 2003/04 дебютировал в команде первой лиги «Салават Юлаев-2». В течение следующих трёх сезонов выступал за вторую команду и за первую — в Суперлиге. Сезон 2007/08 провёл в челябинском «Тракторе». 27 октября 2008 года сыграл единственный матч в КХЛ в составе «Салавата Юлаева», затем играл за «Торос» Нефтекамск (2008/09 — 2009/10; 2010/11, 2011/12 — ВХЛ), «Энергия» Карловы Вары (2009/10, Чехия), «Металлург» Новокузнецк (2010/11, КХЛ), «Ермак» 2010/11), «Дизель» и «Южный Урал» (2012/13, все — ВХЛ).
Участник чемпионата мира среди юниоров 2005. Победитель хоккейного турнира зимней Универсиады 2009.
В 2018—2020 годах работал тренером в школе им. М. М. Азаматова (Уфа). В сезонах 2020/21 — 2022/23 — тренер в команде «Капитан» Ступино.